# 香精
香精是將各種香料按適當比例調配而成的，具有一定類型香氣的混合香料。用於加工化妝品、食品等。 
液態的香料也常被稱為「香精」，因此兩者僅為外觀形態的差異。